# Филателистические материалы

Прежде чем попасть в каталоги, новые филателистические материалы описываются в филателистических журналах. Обложки журнала «Филателия СССР» и «Филателия» с изображениями филателистических материалов СССР и России разных лет

Филателисти́ческие материа́лы — почтовые марки, сцепки, блоки, малые листы, цельные вещи, целые вещи, оттиски почтовых штемпелей, почтовые наклейки и другие знаки почтовой оплаты, являющиеся объектами коллекционирования филателистов.

## Описание
Выходящие в той или иной стране новые филателистические материалы часто описываются сначала в филателистических журналах, а затем в филателистических каталогах.
Коллекционеры обычно хранят филателистические материалы в альбомах и кляссерах.
Собранные и систематизированные филателистические материалы образуют филателистические коллекции и являются объектами филателистических выставок. Их экспозиция на выставках регламентируется специальными правилами, а для их оформления и размещения на альбомных листах и экспонатах (выставочных стендах) используются различные системы крепления (клеммташи, прозрачные карманы), некоторые из которых даже запатентованы.
Для установления подлинности филателистических материалов прибегают к филателистической экспертизе.

## Классификация
Единая и чёткая классификация филателистических материалов до сих пор не сформирована. На этот счёт у филателистов разных стран традиционно существуют в чём-то отличные взгляды, со временем, однако, претерпевающие некоторые уточнения и изменения.
По признаку инициативы издания все филателистические материалы классифицируются следующим образом:
- Официальные филателистические материалы, выпущенные государственной почтой.
  - Знаки почтовой оплаты (почтовые марки разных видов, цельные вещи, франкотипы, штемпели паушальной оплаты).
  - Почтовые штемпели
  - Почтовые документы, почтовые квитанции, почтовые наклейки.
- Полуофициальные и неофициальные филателистические материалы, выпущенные другими государственными учреждениями с разрешения почтового ведомства либо без него (специальные марки, служебные штемпели, разрешающие бесплатную отправку корреспонденции, марки колониальных компаний, марки городской почты, марки авиа- и пароходных компаний для дополнительной оплаты почты, почтмейстерские марки).
- Филателистические материалы, выпущенные частной почтой (знаки почтовой оплаты, штемпели, наклейки).

В отдельные группы также выделяются:
- Революционные марки и марки антиколониальной борьбы.
- Фальсификаты.

## Приобретение
В отдельных странах торговлей филателистическими материалами и их распространением занимаются специализированные организации (филателистические бюро). Примерами таковых могут служить Российское бюро филателии, Советская филателистическая ассоциация и Центральное филателистическое агентство «Союзпечать» в РСФСР и СССР, фирма «Пофис» в Чехословакии и нынешней Чехии и др.
В различных странах могут быть налажены системы приобретения филателистических материалов по абонементам, услугой «Марки — почтой», с помощью манколистов и листов согласования.
Филателистические материалы и коллекции могут публично распродаваться на аукционах.
Ещё одной формой пополнения коллекций филателистическими материалами является обмен, в том числе заграничный обмен. При этом в ход, как правило, идут имеющиеся в наличии у коллекционеров дублеты филателистических материалов.
Для продажи и обмена филателистических материалов также устраиваются биржи во время встреч большого числа коллекционеров, часто на филателистических выставках.

## Юридические аспекты
В законодательстве России термин «филателистические материалы» употребляется в ст. 7 Закона Российской Федерации от 15 апреля 1993 года № 4804-01 «О вывозе и ввозе культурных ценностей», где говорится, что «почтовые марки, иные филателистические материалы, отдельно или в коллекциях» подпадают под действие этого закона, а также в ряде других нормативно-правовых актов, в частности, приказы Министерства связи от 26 мая 1994 года № 115 («коллекционный филателистический материал») и от 2 августа 1993 года № 184, приказ Россвязьохранкультуры от 5 октября 2007 года № 286.
Согласно пункту 5.6 «Положения о знаках почтовой оплаты и специальных почтовых штемпелях Российской Федерации», утверждённого приказом Министерства связи от 26 мая 1994 года № 115, коллекционным филателистическим материалом являются «снятые с продажи в учреждениях Федеральной почтовой связи или изъятые из почтового обращения знаки почтовой оплаты».